# 249-я стрелковая дивизия (1-го формирования)
249-я стрелковая дивизия (249 сд) — воинское соединение РККА, принимавшее участие в Великой Отечественной войне.
Боевой период: 18 июля 1941 — 16 февраля 1942 года.

## История
Сформирована летом 1941 года в Загорске, как одна из 15 дивизий, сформированных Наркоматом внутренних дел СССР (Приказ НКВД СССР № 00837 от 29 июня 1941 года «О формировании наркоматом пятнадцати стрелковых дивизий для передачи в действующую армию»). Костяк дивизии составили воины-пограничники, преимущество при зачислении в дивизию отдавалась лицам, прежде проходивших срочную военную службу в войсках ОГПУ-НКВД.
Состав дивизии представлял собой следующее:
Комначсостав — 70 % воины-пограничники из числа бывших военнослужащих управления пограничных войск НКВД Забайкальского, Казахстанского и Западно-Сибирского округов, а остальные 30 % — из частей войск НКВД СССР Московского военного гарнизона и военных гарнизонов Саратовской области. Рядовой состав: из погранвойск — 16 %, остальные — военнообязанные из Днепропетровской, Куйбышевской (ныне — Самарская), Саратовской и Чкаловской (ныне — Оренбургская) областей.
К концу формирования дивизия имела в своих рядах 10 800 военнослужащих: комначсостав — 2 022 человека (из них лиц среднего и старшего комначсостава — 482; младшего начсостава — 1 540.); рядовой состав — 8 778 человек.
На фронт убыла 15.07.1941 года железнодорожными эшелонами. Место выгрузки — станция Старица Калининской области, откуда походными колоннами направилась на рубеж Осташков — Селижарово
На начало октября находилась на крайнем правом фланге войск, размещённых на дальних подступах к Москве (западнее Осташкова), где держала оборону до начала контрнаступления. На 29.10.1941 года занимала рубеж на участке озеро Селигер — река Волга.
С 09.01.1942 года дивизия принимала участие в Торопецко-Холмской операции, находясь в полосе главного удара, с задачей наступая на Пено, овладеть населёнными пунктами Переходовец, Пено и выйти на рубеж Заречье, Пено. Пено был освобождён, в дальнейшем дивизия наступала на Андреаполь, который к 15.01.1942 года частями дивизии был полностью окружён, а 16.01.1942 года — освобождён.
19.01.1942 года вышла к городу Торопец и 21.01.1942 года освободила его. В дальнейшем принимала участие в боях за Велиж и к концу января даже вышла на подступы к Витебску, имея в своём составе 1 400 активных штыков, однако под угрозой окружения была вынуждена отступить.
16.02.1942 года дивизия преобразована в 16-ю гвардейскую стрелковую дивизию

## Подчинение
| На дату    | Фронт (округ)         | Армия             |
| ---------- | --------------------- | ----------------- |
| 10.07.1941 | Резерв Ставки ГК      | 31-я армия        |
| 01.08.1941 | Резервный фронт       | 31-я армия        |
| 01.09.1941 | Резервный фронт       | 31-я армия        |
| 01.10.1941 | Резервный фронт       | 31-я армия        |
| 01.11.1941 | Калининский фронт     | 22-я армия        |
| 01.12.1941 | Калининский фронт     | 22-я армия        |
| 01.01.1942 | Северо-Западный фронт | 4-я ударная армия |
| 01.02.1942 | Калининский фронт     | 4-я ударная армия |

## Состав
- 917-й стрелковый полк
- 921-й стрелковый полк (подполковник С. И. Турьев)
- 925-й стрелковый полк
- 792-й артиллерийский полк
- 307-й отдельный истребительно-противотанковый дивизион
- 326-я зенитная артиллерийская батарея (526-й зенитно-артиллерийский дивизион)
- 328-я разведывательная рота
- 417-й отдельный сапёрный батальон
- 669-й отдельный батальон связи
- 267-й медико-санитарный батальон
- 247-я отдельная рота химзащиты
- 65-я (470-я) автотранспортная рота
- 287-я полевая хлебопекарня
- 812-я полевая почтовая станция[1]

## Командование
- Командир — полковник, генерал-майор Тарасов, Герман Фёдорович[2]
- Начальник штаба — майор Елшинов, Михаил Сергеевич
- Военный комиссар — батальонный комиссар Александров, Виктор Дмитриевич
- Помощник по снабжению — интендант 2 ранга Власов, Константин Васильевич